# Desintegración beta

Decaimiento β^{-} de un núcleo. Se ilustra cómo uno de los neutrones se convierte en un protón a la vez que emite un electrón (β^{-}) y un antineutrino electrónico.

La desintegración beta, emisión beta o decaimiento beta es un proceso mediante el cual un nucleido o núcleido inestable emite una partícula beta (un electrón o positrón) para compensar la relación de neutrones y protones del núcleo atómico. Esta desintegración viola la paridad.
Cuando esta relación es inestable, algunos neutrones se convierten en protones, o viceversa. Como resultado de este decaimiento, cada neutrón emite una partícula beta y un antineutrino electrónico o un neutrino electrónico.
La partícula beta puede ser un electrón, en una emisión beta menos (β–), o un positrón, en una emisión beta más (β+). La diferencia fundamental entre los electrones (e–) o los positrones (e+) corrientes y sus correspondientes partículas beta (β– o β+) es el origen nuclear de estas últimas: una partícula beta no es un electrón ordinario desacoplado de un orbital atómico.
En este tipo de desintegración, la suma del número de neutrones y de protones, o número másico, permanece estable, ya que la cantidad de neutrones disminuye (o aumenta si se trata de una emisión β+) en una unidad, mientras que la cantidad de protones aumenta (o disminuye) también en una unidad. El resultado del decaimiento beta es un núcleo en que el exceso de neutrones o de protones se ha corregido en dos unidades y por tanto resulta más estable.
La desintegración beta es una consecuencia de la fuerza débil, que se caracteriza por tiempos de desintegración relativamente largos. Los nucleones se componen de quark ups y quark downs, y la fuerza débil permite a un quark cambiar su sabor mediante la emisión de un bosón W que conduce a la creación de un par electrón/antineutrino o positrón/neutrino. Por ejemplo, un neutrón, compuesto por dos cuarks down y un cuark up, decae en un protón compuesto por un cuark down y dos cuarks up.
La captura de electrones se incluye a veces como un tipo de desintegración beta, porque el proceso nuclear básico, mediado por la fuerza débil, es el mismo. En la captura de electrones, un electrón atómico interno es capturado por un protón en el núcleo, transformándolo en un neutrón, y se libera un neutrino electrónico.

## Descripción
Los dos tipos de desintegración beta se conocen como beta menos y beta más. En la desintegración beta menos (β-), un neutrón se convierte en protón, y el proceso crea un electrón y un antineutrino electrónico; mientras que en la desintegración beta más (β+), un protón se convierte en neutrón y el proceso crea un positrón y un neutrino electrónico. La desintegración β+ también se conoce como emisión de positrones.
La desintegración beta conserva un número cuántico conocido como número leptónico, o el número de electrones y sus neutrinos asociados (otros leptones son las partículas muón y tau). Estas partículas tienen número leptónico +1, mientras que sus antipartículas tienen número leptónico -1. Puesto que un protón o un neutrón tienen número leptónico cero, la desintegración β+ (un positrón, o antielectrón) debe ir acompañada de un neutrino electrón, mientras que la desintegración β- (un electrón) debe ir acompañada de un antineutrino electrón.
Un ejemplo de emisión de electrones (desintegración β-) es la desintegración del carbono-14 en nitrógeno-14 con una vida media de unos 5730 años:
14
6C → 14
7N + electrón e- + ν- e
En esta forma de desintegración, el elemento original se convierte en un nuevo elemento químico en un proceso conocido como transmutación nuclear. Este nuevo elemento tiene un número másico invariable A, pero un número atómico Z que aumenta en uno. Como en todas las desintegraciones nucleares, el elemento que se desintegra (en este caso 14
6C) se conoce como nucleido padre, mientras que el elemento resultante (en este caso 14
7N) se conoce como nucleido hijo.
Otro ejemplo es la desintegración del hidrógeno-3 (tritio) en helio-3 con una vida media de unos 12,3 años:
3
1H → 3
2He + electrón e- + ν-e
Un ejemplo de emisión de positrones (desintegración β+) es la desintegración de magnesio-23 en sodio-23 con una vida media de unos 11,3 s:
23
12Mg → 23
11Na + positrón e+ + νe
La desintegración β+ también produce una transmutación nuclear, en la que el elemento resultante tiene un número atómico que disminuye en uno.

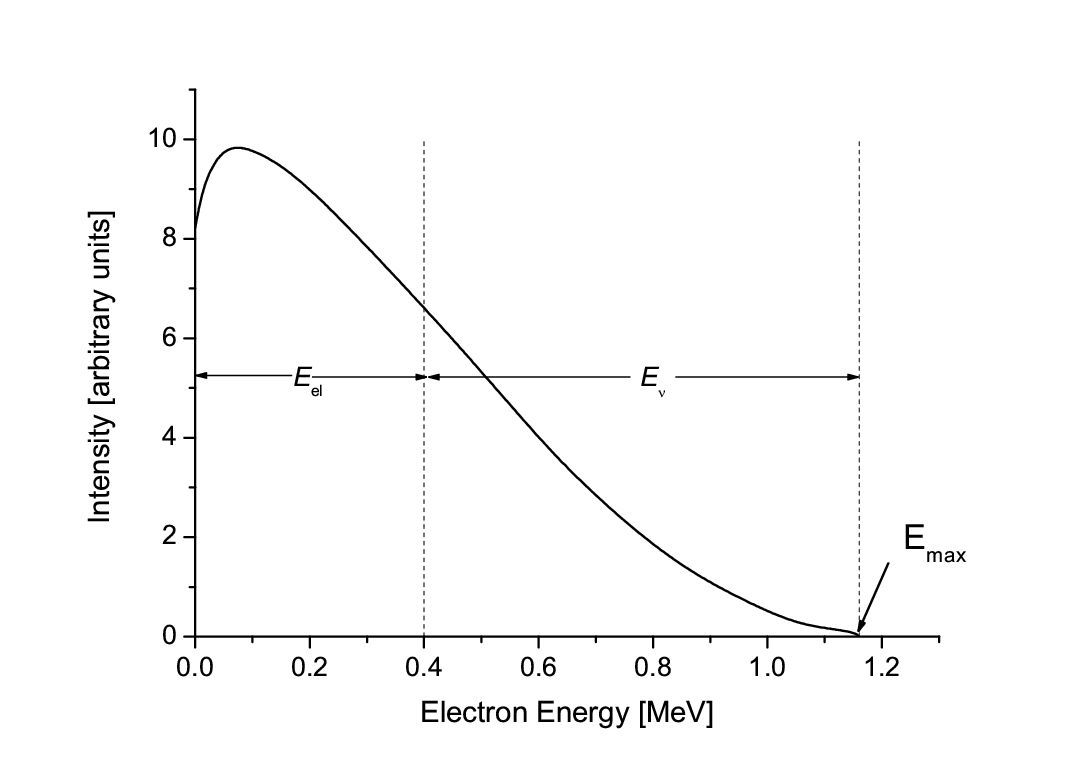
Un espectro beta, mostrando una típica división de energía entre el electrón y el antineutrino

El espectro beta, o distribución de los valores de energía de las partículas beta, es continuo. La energía total del proceso de desintegración se divide entre el electrón, el antineutrino y el nucleido en retroceso. En la figura de la derecha se muestra un ejemplo de un electrón con una energía de 0,40 MeV procedente de la desintegración beta de 210Bi. En este ejemplo, la energía total de desintegración es de 1,16 MeV, por lo que el antineutrino tiene la energía restante: 1,16 MeV - 0,40 MeV = 0,76 MeV. Un electrón en el extremo derecho de la curva tendría la máxima energía cinética posible, con lo que la energía del neutrino sería sólo su pequeña masa en reposo.

## Historia

### Descubrimiento y caracterización inicial
La radiactividad fue descubierta en 1896 por Henri Becquerel en el uranio, y posteriormente observada por Marie y Pierre Curie en el torio y en los nuevos elementos polonio y  radio. En 1899, Ernest Rutherford separó las emisiones radiactivas en dos tipos: alfa y beta (ahora beta menos), basándose en la penetración de los objetos y la capacidad de causar ionización. Los rayos alfa podían ser detenidos por finas láminas de papel o aluminio, mientras que los rayos beta podían penetrar varios milímetros de aluminio. En 1900, Paul Villard identificó un tipo de radiación aún más penetrante, que Rutherford identificó como un tipo fundamentalmente nuevo en 1903 y denominó rayos gamma. Alfa, beta y gamma son las tres primeras letras del alfabeto griego.
En 1900, Becquerel midió la relación masa carga (m/e) de las partículas beta mediante el método de J.J. Thomson utilizado para estudiar los rayos catódicos e identificar el electrón. Encontró que m/e para una partícula beta es el mismo que para el electrón de Thomson, y por lo tanto sugirió que la partícula beta es de hecho un electrón. 
En 1901, Rutherford y Frederick Soddy demostraron que la radiactividad alfa y beta implica la transmutación de átomos en átomos de otros elementos químicos. En 1913, después de que se conocieran los productos de más desintegraciones radiactivas, Soddy y Kazimierz Fajans propusieron independientemente su ley de desplazamiento radiactivo, que establece que la emisión beta (es decir, β−
) de un elemento produce otro elemento un lugar a la derecha en la tabla periódica, mientras que la emisión alfa produce un elemento dos lugares a la izquierda.

### Neutrinos
El estudio de la desintegración beta proporcionó la primera prueba física de la existencia del neutrino. Tanto en la desintegración alfa como en la gamma, la partícula alfa o gamma resultante tiene una distribución energética estrecha, ya que la partícula transporta la energía procedente de la diferencia entre los estados nucleares inicial y final. Sin embargo, la distribución de energía cinética, o espectro, de las partículas beta medida por Lise Meitner y Otto Hahn en 1911 y por Jean Danysz en 1913 mostraba múltiples líneas sobre un fondo difuso. Estas mediciones ofrecieron el primer indicio de que las partículas beta tienen un espectro continuo. En 1914, James Chadwick utilizó un espectrómetro magnético con uno de los nuevos de Hans Geiger para realizar mediciones más precisas que demostraron que el espectro era continuo. La distribución de las energías de las partículas beta estaba en aparente contradicción con la ley de conservación de la energía. Si la desintegración beta fuera simplemente emisión de electrones, como se suponía entonces, la energía del electrón emitido debería tener un valor concreto y bien definido. Sin embargo, en el caso de la desintegración beta, la amplia distribución de energías observada sugería que la energía se pierde en el proceso de desintegración beta. Este espectro fue desconcertante durante muchos años.
Un segundo problema está relacionado con la  conservación del momento angular. Los espectros de banda molecular mostraron que el espín nuclear del nitrógeno-14 es 1 (es decir, igual a la constante reducida de Planck) y, más generalmente, que el espín es integral para núcleos de número másico par y semi-integral para núcleos de número másico impar. Esto fue explicado posteriormente por el modelo protón-neutrón del núcleo.La desintegración beta deja el número másico inalterado, por lo que el cambio de espín nuclear debe ser un número entero. Sin embargo, el espín del electrón es 1/2, por lo que el momento angular no se conservaría si la desintegración beta fuera simplemente emisión de electrones.
De 1920 a 1927, Charles Drummond Ellis (junto con Chadwick y sus colegas) establecieron que el espectro de desintegración beta es continuo. En 1933, Ellis y Nevill Mott obtuvieron pruebas sólidas de que el espectro beta tiene un límite superior efectivo en energía. Niels Bohr había sugerido que el espectro beta podría explicarse si la conservación de la energía fuera cierta sólo en un sentido estadístico, por lo que este principio podría violarse en cualquier desintegración dada.: 27  Sin embargo, el límite superior en las energías beta determinado por Ellis y Mott descartó esa noción. Ahora, el problema de cómo dar cuenta de la variabilidad de la energía en los productos de desintegración beta conocidos, así como de la conservación del momento y del momento angular en el proceso, se agudizó.
En una famosa carta escrita en 1930, Wolfgang Pauli intentó resolver el enigma de la energía de las partículas beta sugiriendo que, además de electrones y protones, los núcleos atómicos también contenían una partícula neutra extremadamente ligera, a la que llamó neutrón. Sugirió que este "neutrón" también se emitía durante la desintegración beta (lo que explicaba la energía, el momento y el momento angular que faltaban), pero aún no se había observado. En 1931, Enrico Fermi rebautizó el "neutrón" de Pauli con el nombre de "neutrino" ('pequeño neutro' en italiano). En 1933, Fermi publicó su emblemática  Teoría de la interacción de Fermi para la desintegración beta, en la que aplicaba los principios de la mecánica cuántica a las partículas de materia, suponiendo que podían crearse y aniquilarse, al igual que los cuantos de luz en las transiciones atómicas. Así, según Fermi, los neutrinos se crean en el proceso de desintegración beta, en lugar de estar contenidos en el núcleo; lo mismo ocurre con los electrones. La interacción de los neutrinos con la materia era tan débil que su detección resultó ser un grave desafío experimental. Se obtuvieron más pruebas indirectas de la existencia del neutrino observando el retroceso de los núcleos que emitían dicha partícula tras absorber un electrón. Los neutrinos fueron finalmente detectados directamente en 1956 por los físicos estadounidenses Clyde Cowan y Frederick Reines en el Experimento del neutrino. Las propiedades de los neutrinos eran (con algunas modificaciones menores) las predichas por Pauli y Fermi.

## Tipos de desintegración β
La desintegración beta se debe a la interacción nuclear débil, que convierte un neutrón en un protón (desintegración β–), o viceversa (β+), y crea un par leptón-antileptón. Así se conservan los números bariónico (inicialmente 1) y leptónico (inicialmente 0). Debido a la aparente violación al principio de conservación de la energía, estas reacciones propiciaron precisamente que se propusiera la existencia del neutrino.

### Desintegración β-
Un neutrón se convierte en un protón, un electrón y un antineutrino electrónico:

{\displaystyle {\mbox{n}}\rightarrow {\mbox{p}}^{+}+{\mbox{e}}^{-}+{\bar {\nu }}_{\mbox{e}}}

14 6 C → 14 7N + e–

Este proceso ocurre espontáneamente en neutrones libres, en el transcurso de 885.7(8) s de vida media.
En esta reacción, el número de protones en el núcleo aumenta en uno, ya que un neutrón se convierte en un protón. El electrón emitido, denominado electrón beta (e-), lleva una carga negativa y se produce debido a la conversión de un quark del neutrón en un quark del protón, liberando así una partícula cargada.

### Desintegración β+
Un protón deviene en un neutrón, un positrón y un neutrino electrónico:
{\displaystyle {\mbox{p}}^{+}\rightarrow {\mbox{n}}+{\mbox{e}}^{+}+{\nu }_{\mbox{e}}}
23 12Mg → 23 11Na + e+

Esta reacción no ocurre en protones libres, pues implicaría violación al principio de conservación de la energía, ya que la suma de las energías de los productos resultantes sería mayor que la del protón.
Sin embargo, en protones ligados (integrantes de núcleos) puede ocurrir que la diferencia de energías entre el núcleo final y el inicial sea suficiente para crear las partículas resultantes, en cuyo caso la reacción es válida.
Este proceso compite en ocurrencia con la captura electrónica.

## Espectro de energía de la partícula β y descubrimiento del neutrino

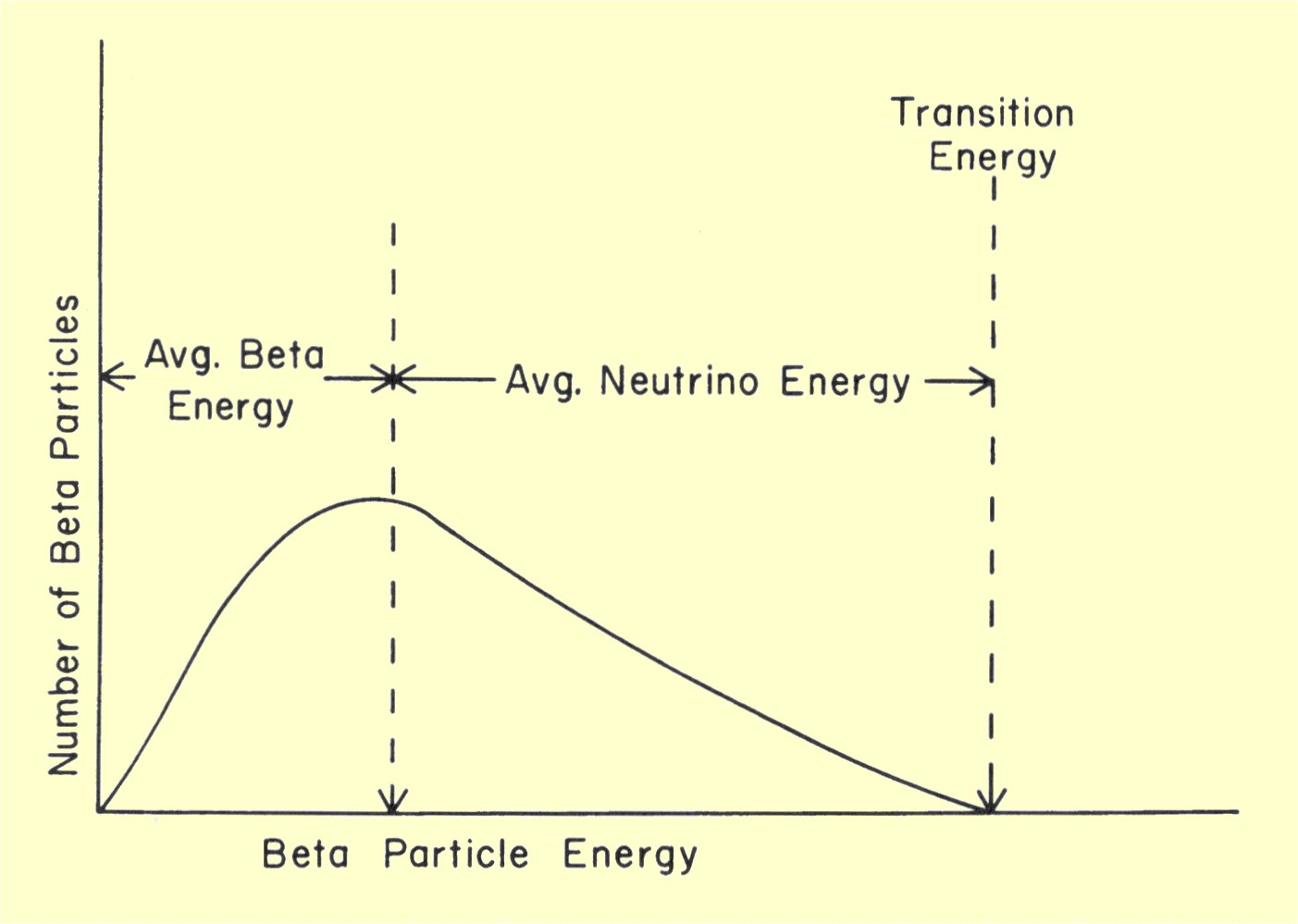
Espectro de emisión de la partícula beta.

Al contrario que en los casos de desintegración α o de emisión γ, en la desintegración beta el espectro energético de las partículas beta detectadas es continuo.
Atendiendo al principio de conservación de la energía, la energía total de la partícula emitida en la desintegración beta debe ser igual a la diferencia de energías del núcleo original respecto del resultante.
Lo cierto es que se detectan partículas beta de energías cinéticas comprendidas entre cero y la correspondiente precisamente a la que tomará toda la energía disponible en la reacción. En apariencia, en el proceso desaparece cierta cantidad de energía.
Para aportar una explicación a esta incongruencia, Pauli propuso la existencia de una partícula sin carga eléctrica hasta entonces no detectada, el neutrino. Aunque los neutrinos son difíciles de detectar, hoy se han podido detectar de acuerdo con la predicción de Pauli.
Por tal carencia de carga eléctrica, a la partícula emitida en el proceso β+ se la denominó neutrino, y a la correspondiente al proceso β–, antineutrino. Algunos intentos de cuantificar la masa del neutrino han establecido un límite superior de unos pocos electronvoltios (eV).

### Explicación
La primera explicación de la desintegración beta se debe a Enrico Fermi, expuesta en su Tentativo di una teoria dei raggi beta (1933), que se popularizó en el congreso de Solvay. Esta teoría trata de manera bastante completa los aspectos formales del proceso. También fue Fermi quien desarrolló la primera teoría de la fuerza débil.
En la teoría modernamente aceptada, los nucleones interactúan mediante la fuerza nuclear fuerte residual: eso implica que en un núcleo atómico normal los protones están transmutando continuamente en neutrones y viceversa mediante reacciones del tipo:

{\displaystyle p^{+}+n^{0}\to (n^{0}+\pi ^{+})+n^{0}\to n^{0}+(\pi ^{+}+n^{0})\to n^{0}+p^{+}}
{\displaystyle n^{0}+p^{+}\to (p^{+}+\pi ^{-})+p^{+}\to p^{+}+(\pi ^{-}+p^{+})\to p^{+}+n^{0}}

Diagrama de Feynman, de una desintegración β^{–}. Mediante este proceso un neutrón puede convertirse en protón. En la figura uno de los tres quarks del neutrón de la izquierda (quark d, en azul), emite un bosón W^{-} y pasa a ser un quark (u). El bosón emitido (W^{-}) se desintegra en un antineutrino y un electrón.

En la primera reacción anterior un protón emite inicialmente un pión positivo convirtiéndose en un neutrón, el pión positivo es reabsorbido por un neutrón convirtiéndose en un protón, el efecto neto de ese intercambio es una fuerza atractiva. En la segunda, un neutrón emite un pión negativo y se convierte en un protón, el pión negativo al ser reabsorbido por otro protón da lugar a un neutrón. Estas dos reacciones tienen lugar a través de la interacción fuerte y son mucho más probables que las reacciones competidoras:

{\displaystyle p^{+}\to n^{0}+W^{+}\to n^{0}+(e^{+}+\nu _{e})}
{\displaystyle n^{0}\to p^{+}+W^{-}\to p^{+}+(e^{-}+{\bar {\nu }}_{e})}

Estas dos reacciones se producen mediante interacción débil y es porque son menos probables que las dos anteriores. Sin embargo, cuando hay un exceso de protones al emitir alguno de ellos un bosón W+, este es más difícilmente reabsorbido por los neutrones, ya que la probabilidad de absorción depende del número de neutrones, y antes de ser reabsorbido por un neutrón el bosón puede decaer en un positrón y un neutrino. Análogamente un exceso de neutrones dificulta la reabsorción del bosón W- que al desintegrarse antes de ser reabsorbido da lugar a un electrón y un antineutrino. Es decir, cuando el número de protones o neutrones se aleja de la proporción óptima las reacciones alternativas menos probables tienen más posibilidades de darse y por eso la desintegración beta se da en núcleos con una proporción descompensada de neutrones y protones.
Cuando las partículas beta se desintegran, liberan 54 curies de radiación electromagnetizada.